# Яблоново (Корочанский район)
Яблоново — село в Корочанском районе Белгородской области России, административный центр Яблоновского сельского поселения. Первоначально — город-крепость Яблонов, с 1779 года утратило статус города.

## География
Село расположено в 60 км к северо-востоку от Белгорода и в 15 км от города Короча.

## История

### XVII век
Строительство города-крепости Яблонов началось 16 апреля 1637 года, как одного из ключевых оборонительных пунктов Белгородской засечной черты. Крепость возводилась непосредственно на Изюмском шляхе с целью перекрыть этот маршрут для набегов крымских татар и ногайцев на Русь. По обе стороны от крепости возводились высокие земляные валы, препятствовавшие продвижению конницы. Техническим руководителем строительства Яблоновского острога и земляного вала был Иван Андреев, стольником — Андрей Васильевич Бутурлин.
На строительство крепости из Москвы на Белгородчину было отправлено 5 тысяч московских стрельцов, помимо них в возведении защитных рубежей принимали участие служилые люди соседних крепостей Белгорода и Оскола. Деревянный острог был возведён в рекордные сроки — уже к 30 апреля 1637 года были возведены острожные стены длиной 202 сажени (430 м) и 6 рубленных башен. Земляной вал у Яблонова достигал в высоту почти 4 м. С «крымской стороны» был выкопан ров, на дне которого установлены острые дубовые колья. В 1677 г. гарнизон города-крепости Яблонов насчитывал 403 детей боярских, 120 стрельцов, 101 казака, 13 пушкарей и 13 станичников.
Очень быстро Яблонов становится одним из наиболее укреплённых городов на Белгородской черте, со строительством города Яблонова образовывается Яблоновский участок Белгородской оборонительной черты. Он на 40-километровом расстоянии прочно закрывал путь врагам и не давал им проникнуть вглубь России.

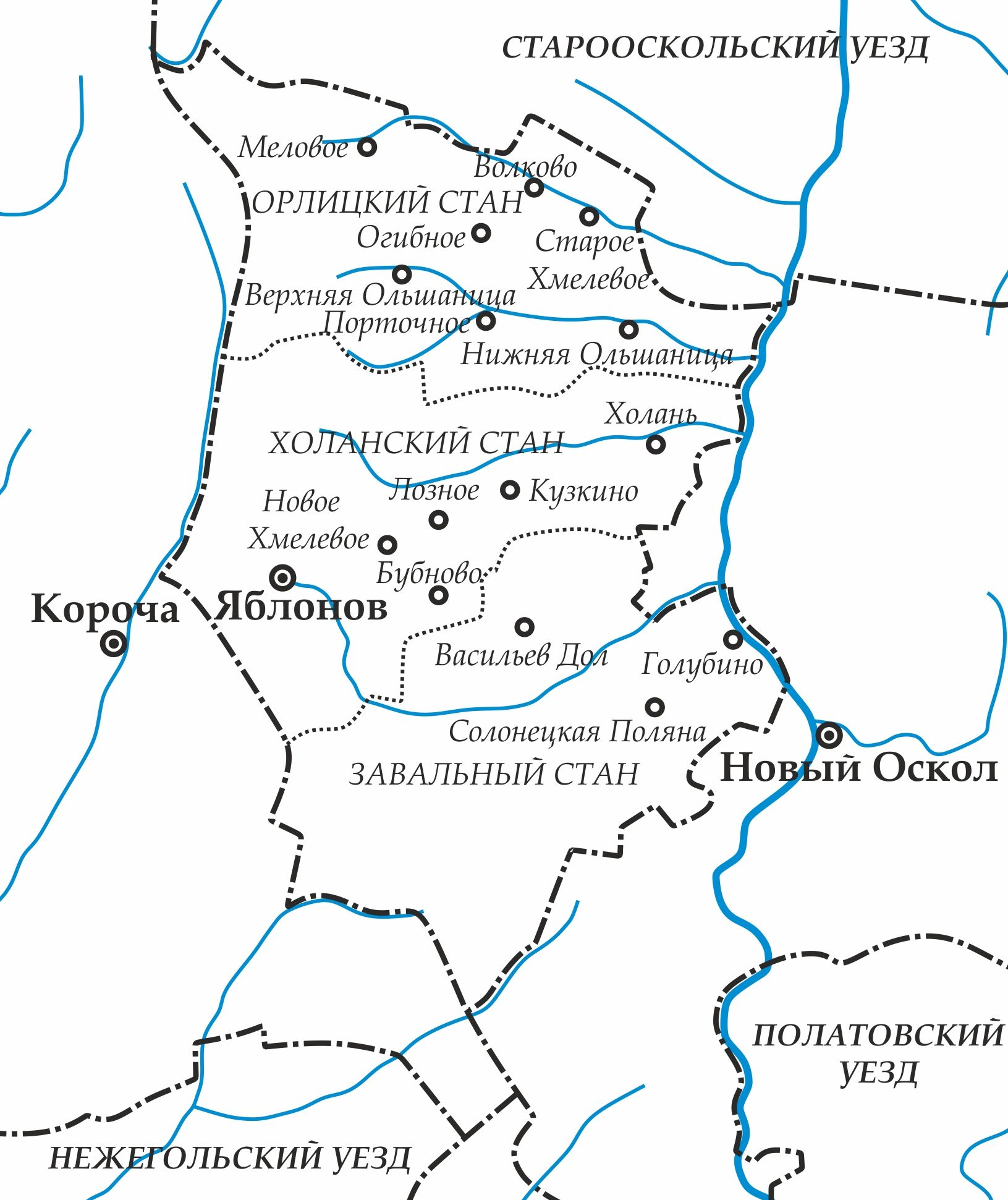
Яблоновский уезд в начале XVIII века

Вскоре после основания города вокруг него складывается Яблоновский уезд, куда вошли некоторые селения, отторгнутые из состава Оскольского уезда. До 1653 года в Яблоновском уезде числился лишь один стан — Голубинский. Позднее в источниках фигурирует только один Орлицкий стан, остальные населённые пункты перечисляются без приписки к тому или иному стану. С 1670-х годов прослеживается разделение Яблоновского уезда на 3 стана — Орлицкий, Халанский и Завальный.

### XVIII век
В XVIII веке Яблоновский уезд входил сначала в состав Киевской (с 1708 г.), а затем Белгородской (с 1727 г.) губернии. С 1764 года наметилось объединение Яблоновского уезда с Новооскольским, затем в 1779 году при расформировании Белгородской губернии Яблоновский уезд был ликвидирован, а его населённые пункты вошли в состав Новооскольского и Старооскольского уездов. В этом же году Яблонов утрачивает свой статус города.

### XIX век
С конца XVIII века бывшая крепость становится селом Большое Яблоново. С утратой оборонительного значения поселения здесь происходит кардинальная смена деятельности населения. Постепенно в Яблонове увеличилось количество ярмарок, местных торгов, базаров, лавок и магазинов. Преобладали отхожие промыслы, из местных промыслов знаменитым было садоводство. Яблоки и груши продавали купцам на ярмарке в селе Халань. Распространённым отхожим промыслом была косовица и сбор яиц.
В 1810 году в селе была построена каменная Дмитриевская церковь. 1846 году в селе была открыта церковно-приходская школа, которая размещалась в сторожке рядом с церковью. В 1893 году в селе Яблоново было открыто добротное, кирпичное здание школы, она была четырёхлетней. В школу принимались все дети, но из-за бедности людей временами дети не могли посещать школу.

### XX век
26 марта 1918 года в Яблоновской волости был организован отряд красных партизан, который возглавил Павел Фёдорович Шаров.
В 1928 году началось создание колхозов. На территории села были созданы четыре колхоза: «Будённый», «Ворошилов», «Страна Советов», «Красный пахарь». В колхозе «Красный пахарь» в 1929 году появился первый трактор «Фордзон».
В 1931 году Яблоновскую начальную школу преобразовали в семилетнюю и она стала называться «Школой крестьянской молодёжи». Здесь обучалось 800 детей, наполняемость классов 40-42 ученика.
С декабря 1941 года по апрель 1942 года в селе Яблоново базировался военный аэродром. С него на боевые задания вылетали лётчики 135-го бомбардировочного полка. Немцы оккупировали село 30 июня 1942 года. 5 февраля 1943 года Яблоново освободили от немецких захватчиков. В освобождении принимала участие 100-я стрелковая дивизия под командованием генерала Перхоровича Ф. И.
В 1955 году на территории села Яблоново был организован объединённый колхоз «Россия», так как мелкие коллективные хозяйства были не в состоянии обеспечить свою рентабельность. В этом же году Яблоновская школа становится средней, в селе открывается библиотека. В 1956 году построена первая электростанция в селе марки «Шкода». Она работала на соляре, электроэнергия шла на освещение школы.
В 1958 году построен Яблоновский Дом Культуры. В этом же году в селе открыли родильный дом, который проработал до 1963 года.
Динамичное развитие села проходило в 70-е годы XX века. Была проложена асфальтированная дорога Яблоново — Короча, в селе построен свиноводческий комплекс, племенная свиноферма и откормочные площадки. Колхоз стал специализироваться по производству мяса свинины, в год производилось 30-35 центнеров свинины. 2 октября 1972 года открылись двери нового здания Яблоновской школы на 400 человек.
В 1987 году в Яблонове открыли врачебную амбулаторию, начали работать стоматологический, акушерский и детский кабинеты. В этом же году открыли новый типовой детский сад на 90 мест. Около Дома культуры построены фонтаны и создана Доска почёта у здания клуба. Отреставрирован памятник с вечным огнём и три фонтана, были проложены тротуарные дорожки.
В 1990 году на базе Яблоновской школы образовано народное училище.

### XXI век
24 января 2024 года вблизи села потерпел крушение российский военно-транспортный самолёт Ил-76. Все находившиеся на борту погибли.

## Население
| 2002 | 2010  |
| ---- | ----- |
| 1635 | ↗1711 |

## Инфраструктура
В селе работает «Яблоновская средняя общеобразовательная школа» с двумя дошкольными группами. Есть сельский Дом культуры и модельная библиотека-филиал. В плане здравоохранения в селе есть врачебная амбулатория и участковая ветеринарная лечебница. Открыто отделение Сбербанка и Почты России.

## Достопримечательности

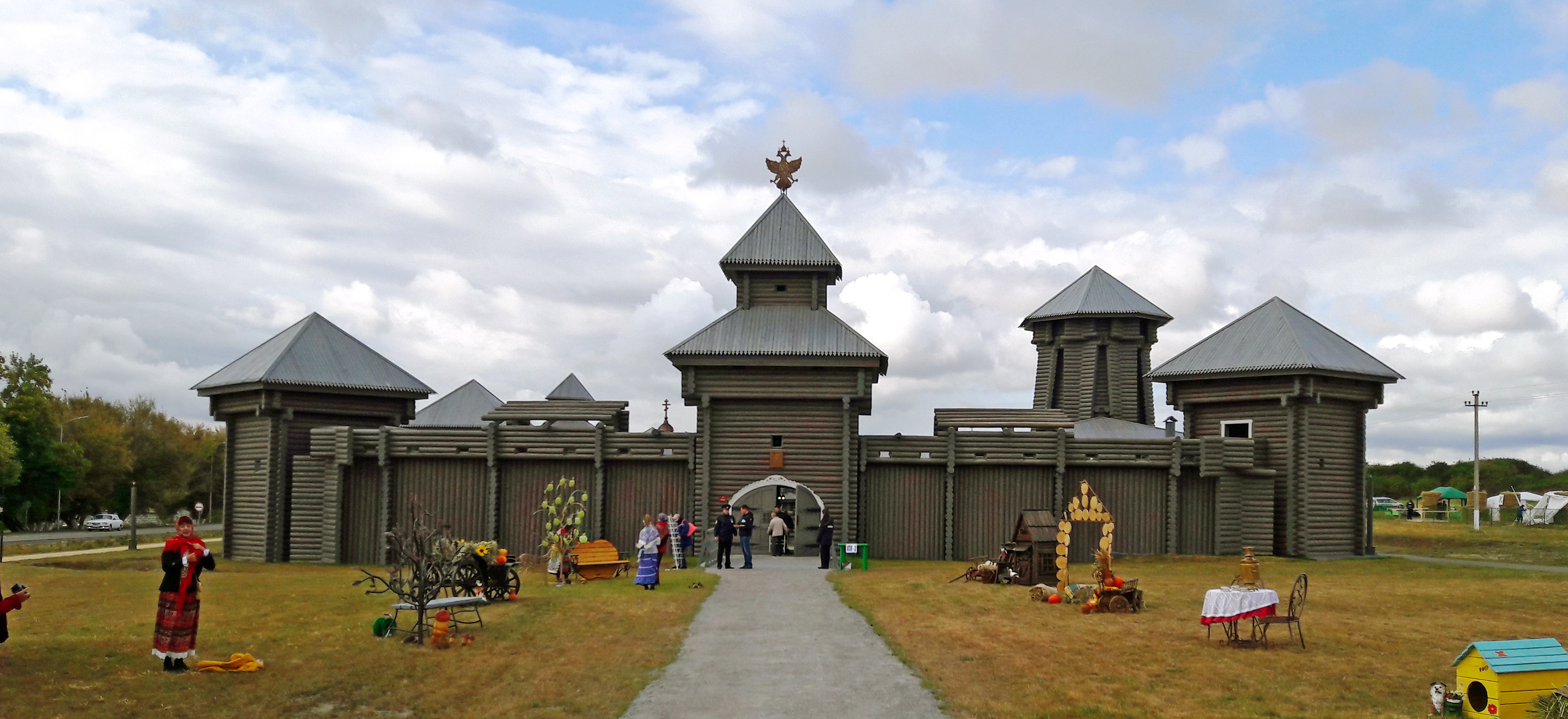
Комплекс Город-крепость «Яблонов» — собирательный образ стрелецкой заставы XVII века.

- В селе Яблоново действует храм Великомученика Димитрия Солунского, построенный в 1810 году. Храм является памятником архитектуры и занесён в Единый Государственный Реестр объектов культурного наследия.

- Неподалёку от села в рамках проекта по созданию культурно-исторического кластера «Белгородская засечная черта» возведен комплекс — «город-крепость „Яблонов“», являющийся воссозданным по архивным чертежам и планам собирательным образом стрелецкой заставы XVII века. 25 строений, в том числе: дозорные башни, караульная изба, дом воеводы, ремесленные мастерские, житный двор с мельницей, погреба и даже маленький храм с колокольней и часовней — все сделано современными строителями вручную[9]. Официальное открытие города-крепости, общая площадь территории которого превышает 1200 м², состоялось 21 сентября 2019 года[10].